# Autostrada Południe
Autostrada Południe S.A. w likwidacji (APSA) – konsorcjum firm Cintra Concessiones (90%), Budimexu (5%) i, będącego jego inwestorem, firmy Ferrovial-Agroman (5%) powstałe w 2000 roku.
W lipcu 2008 pokonało Autostradę Centralną i wygrało przetarg na budowę, w ramach partnerstwa publiczno-prywatnego, odcinka autostrady A1 Stryków II – Pyrzowice (ok. 180 km). 22 stycznia 2009 APSA podpisała umowę z GDDKiA na wykonanie tego odcinka. W związku z brakiem zamknięcia finansowego inwestycji, 23 stycznia 2010 prawa konsorcjum do budowy i późniejszej eksploatacji odcinka wygasły. GDDKiA ogłosiła, że odcinek powstanie w tzw. systemie tradycyjnym za pieniądze pozyskane przez budżet państwa.
Obok Autostrady Mazowsze konsorcjum brało także udział w negocjacjach ws. odcinka autostrady A2 Stryków II – Konotopa (ok. 90 km). W lutym 2009 negocjacje zakończyły się fiaskiem – Ministerstwo Infrastruktury porzuciło pomysł wybudowania tego odcinka w systemie PPP.
30 września 2021 rada nadzorcza spółki podjęła uchwałę o rozpoczęciu procesu likwidacji spółki.